# Wilhelm Fendt
Wilhelm Fendt, detto Willy (Monaco di Baviera, 5 novembre 1903 – Monaco di Baviera, 21 gennaio 1994), è stato un alpinista tedesco, fu un abile alpinista d'alta quota e un componente della spedizione del 1929 e del 1931 al Kangchenjunga,  la terza montagna più elevata della Terra con i suoi 8.586 m., e della  spedizione alpinistica tedesca al Nanga Parbat del 1938.

## Biografia
Wilhelm Fendt "Willy"  fu un membro della cerchia di amici di Paul Bauer e del Club Accademico Alpino di Monaco (AAVM) insieme a Julius Brenner, Willy Merkl, Peter Aufschnaiter, Karl Wien, Willo Welzenbach e Leo Maduschka. Completò numerosi tour di arrampicata difficili nelle Alpi orientali. Insieme a Eugen Allwein, il 31 ottobre 1927 riuscì nella prima ascensione della parete sud del Gschnitzer Tribulaun (2.957 m). Nel 1929 non mancò alla spedizione al Kangchenjunga,  la terza montagna più elevata della Terra con i suoi 8.586 m., guidata da Paul Bauer che radunò un gruppo di nove alpinisti pronti a tentare un nuovo tentativo sul Kangchenjunga che raggiunse la quota di 7.400 metri lungo l’ardito e difficilissimo sperone nord-est che domina il ghiacciaio Zemu e che sarà chiamato da Kurt Diemberger  “Sperone della Fantasia”.  Alla spedizione parteciparono i forti alpinisti Eugen Allwein, Peter Aufschneiter, Ernst Beigel, Karl von Krauss, Joachim Leupold, Alexander Thœnes, e il fotografo Julius Brenner. Nel 1931 fu nuovamente selezionato per la spedizione al  Kangchenjunga. La carovana era composta di dieci persone. Sei fra di esse, il dott. Eugen Allwein, Peter Aufschnaiter, il dott. Paul Bauer, Julius Brenner, lo stesso Wilhelm Fendt e Joachim Leupold avevano già fatto parte della spedizione precedente del 1929; ad esse si aggiunsero quattro altri giovani alpinisti: Hans Hartmann, Hans Pircher, Hermann Schaller, il dott. Karl Wien. Tutti erano membri del Club Alpino Accademico di Monaco e giunsero a 600 metri dalla vetta quando dovettero fermarsi di fronte alle forti nevicate. Nove anni dopo, prese parte alla spedizione alpinistica tedesca al Nanga Parbat del 1938 nell'Himalaya. Eugen Allwein fu solitamente il suo compagno di cordata. Fendt fu politicamente un nazionalista convinto e membro del NSDAP, prese parte alla seconda guerra mondiale  nelle truppe da montagne tedesche, i Gebirgsjäger,  come tenente  il 1 luglio 1940 fino a raggiungere il grado di maggiore nel 1944.

## Carriera alpinistica
- 1925 primo tentativo alla torre sud-orientale Schliefertürme, 3.113 m, (gruppo del Venediger);
- 1926 primo tentativo alla parete sud Reichenspitze-gola sud, 350 HM, 3.303 m, (Alpi della Zillertal);
- 1926 prima salita della Schlieferturm settentrionale (3.141 m) e della Schlieferturm meridionale (3.113 m) e prima salita dell'intera cresta e primo tentativo e salita della Schlieferturm meridionale, (gruppo del Venediger);
- 1926 primo tentativo alla parete sud Schlieferspitze-sezione parete inferiore, 3.185 m, (gruppo del Venediger);
- 1926 primo tentativo alla Schlieferturm meridionale, 3.113 m, (gruppo del Venediger);
- 1927 primo tentativo al Gschnitzer Tribulaun da est, 2.946 m, (Alpi dello Stubai);
- 1927 prima salita della parete sud del Gschnitzer Tribulaun, 2.957 m, (Alpi dello Stubai);
- 1929 prima salita della cresta sud-orientale del Pflughörndl, 2.047 m, (Alpi di Berchtesgaden);
- 1929 partecipante alla spedizione tedesca al Kangchenjunga[2];
- 1931 partecipante alla seconda spedizione tedesca in Himalaya al Kangchenjunga, (Himalaya, Nepal)[1][2].